# Primera División de la L.P.F.A. 1940
El torneo de primera división del año 1940 organizado por la entonces La Paz Football Association (LPFA) se llevó a cabo entre mayo y diciembre de ese año. El ganador de este campeonato fue el club Bolívar ganando de esta manera su cuarto campeonato en la era amateur del fútbol paceño y segundo de manera consecutiva.

## Formato
Ya en marzo de 1940 el consejo directivo de la LPFA aprueba el formato con el cual se llevará a cabo el torneo de primera división. Se jugaría de manera idéntica al año anterior, en una sola serie en dos ruedas (es decir todos los equipos jugarían en un "todos contra todos" donde los partidos de ida serían la primera rueda y los de vuelta la segunda rueda). Se consagraría a un campeón y vicecampeón por cada rueda según los puntos acumulados, y se llevaría a cabo un partido definitorio entre los campeones de la primera y segunda rueda para definir al campeón absoluto de 1940. Se jugarían solo los domingos (dos partidos) y días feriados hasta concluir todo el rol sorteado previamente. 
Debió iniciarse el primer domingo de abril, sin embargo surguió un problema mayúsculo: Se cerraría el estadio La Paz (actual Hernando Siles) para adecuerlo, en vísperas de realizarse el XIV Campeonato Sudamericano en septiembre de ese año, y en la ciudad de La Paz como sede. Ante este hecho se cerró el estadio para las mejoras por lo cual se vio la necesidad de suspender el campeonato hasta después del sudamericano, o llevarlo a cabo en otro estadio de inferior calidad, tanto en infraestructura como en recaudaciones posibles. Al final se optó por llevar a cabo el torneo en el estadio Teniente Andrada () por lo que recién se inició el 5 de mayo con los partidos San Calixto - Always Ready y Alianza - Ayacucho.
La primera rueda se extendió sin mayores inconveninetes hasta el 5 de agosto concluyendo con el partido Bolívar - Always Ready. La segunda rueda tardó en iniciar debido a la suspensión del campeonato sudamericano, a una epidemia de gripe que se desató en la ciudad y a la intención de usar el estadio La Paz que aún no se terminó de adecuar. Por lo que esta rueda se inició recién el primero de septiembre con los partidos Ferroviario - Alianza y Atlético La Paz - The Strongest, aun en el estadio Teniente Andrada. Para esta rueda se decidió mantener el puntaje y todos los goles a favor y en contra de la anterior rueda, sin embargo se mentuvo la decisión de que se jugara un partido definitorio entre el ganador de esta con el de la primera. Esta rueda se llevó a cabo regularmente y tras alguna suspensión de fechas por motivos climáticos recién terminó el 29 de diciembre con el partido Alianza - Always Ready. No hubo necesidad de ningún partido definitorio. Recordar además que al ganador de los partidos se le otorgaba dos puntos y por empatar se repartían un punto a ambos equipos. 
Como dato curioso las últimas tres fechas fueron jugadas en el estadio La Paz, ya refacionado, y que por primera vez usaría césped en el campo de juego. 

### Equipos participantes
Para este campeonato se tomó en cuenta al campeón de las divisiones intermedias de 1939, el club Always Ready con lo que se completo la división a ocho equipos. Participaron los siguientes equipos: 
Alianza - Always Ready - Atlético La Paz - Ayacucho
Bolívar - Ferroviario - San Calixto - The Strongest

## Tabla de Posiciones (final)

### Primera Rueda
| Pos | Equipo           | Pts | PJ | G | E | P | GF | GC | Dif |
| --- | ---------------- | --- | -- | - | - | - | -- | -- | --- |
| 1º  | Bolívar (G)      | 12  | 7  | 6 | 0 | 1 | 23 | 9  | 14  |
| 2º  | Atlético La Paz  | 10  | 7  | 5 | 0 | 2 | 20 | 12 | 8   |
| 3º  | The Strongest    | 10  | 7  | 4 | 2 | 1 | 20 | 17 | 3   |
| 4º  | Atlético Alianza | 8   | 7  | 4 | 0 | 3 | 18 | 17 | 1   |
| 5º  | Ferroviario      | 5   | 7  | 1 | 3 | 3 | 16 | 18 | -2  |
| 6º  | Always Ready     | 5   | 7  | 2 | 1 | 4 | 17 | 23 | -6  |
| 7º  | San Calixto      | 3   | 7  | 1 | 1 | 5 | 11 | 18 | -7  |
| 8º  | Ayacucho         | 3   | 7  | 1 | 1 | 5 | 11 | 22 | -11 |

|  |                              |
|  | Campeón de la Primera Rueda. |

### Segunda Rueda
Se suma las estadísticas de la rueda anterior.
| Pos | Equipo           | Pts | PJ | G  | E | P  | GF | GC | Dif |
| --- | ---------------- | --- | -- | -- | - | -- | -- | -- | --- |
| 1º  | Bolívar (G)      | 25  | 14 | 12 | 1 | 1  | 47 | 18 | 29  |
| 2º  | The Strongest    | 20  | 14 | 9  | 2 | 3  | 35 | 20 | 15  |
| 3º  | Atlético Alianza | 19  | 14 | 9  | 1 | 4  | 48 | 35 | 13  |
| 4º  | Atlético La Paz  | 14  | 14 | 7  | 0 | 7  | 36 | 38 | -2  |
| 5º  | Ferroviario      | 13  | 14 | 5  | 3 | 6  | 35 | 30 | 5   |
| 6º  | San Calixto      | 8   | 14 | 3  | 2 | 9  | 33 | 48 | -15 |
| 7º  | Ayacucho         | 7   | 14 | 2  | 3 | 9  | 25 | 45 | -20 |
| 8º  | Always Ready     | 6   | 14 | 2  | 2 | 10 | 25 | 47 | -22 |

|  |                                                        |
|  | Campeón de la segunda rueda y absoluto del campeonato. |

## Campeón
Bolívar tras ganar el campeonato en la primera y segunda rueda se consagró de manera automática como campeón de la Primera División de la La Paz Football Association de 1940, obteniendo de esta manera su 4° título en esta división y también 4° en la era Amateur del fútbol paceño. 
|                                                     |
| Primera División de la LPFA 1940 Bolívar 4.o título |